# Dmitrij Vasil'evič Ermakov
Dmitriy Vasil'evič Ermakov (in russo Дмитрий Васильевич Ермаков?; Ostrolevo, 2 novembre 1920 – Kuvšinovo, 29 dicembre 1993) è stato un militare e aviatore sovietico, asso dell'aviazione da caccia nel corso della seconda guerra mondiale, abbattendo individualmente 25 aerei nemici e ottenendo ulteriori due vittorie contro velivoli americani nel corso della guerra di Corea. Fu insignito dell'onorificenza di Eroe dell'Unione Sovietica e del'Ordine di Lenin.

## Biografia

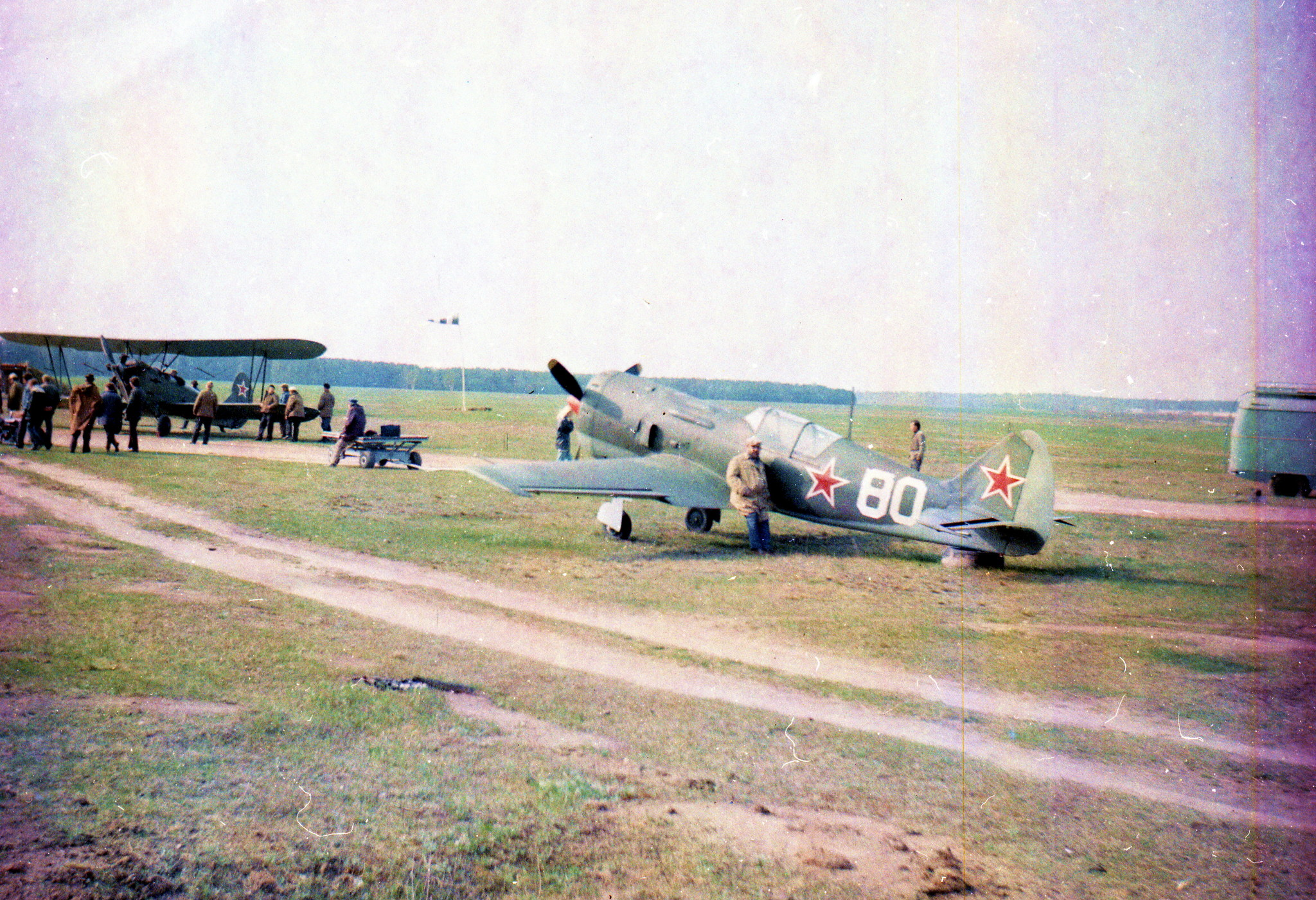
Un caccia Lavochkin La-5 fotografato a terra

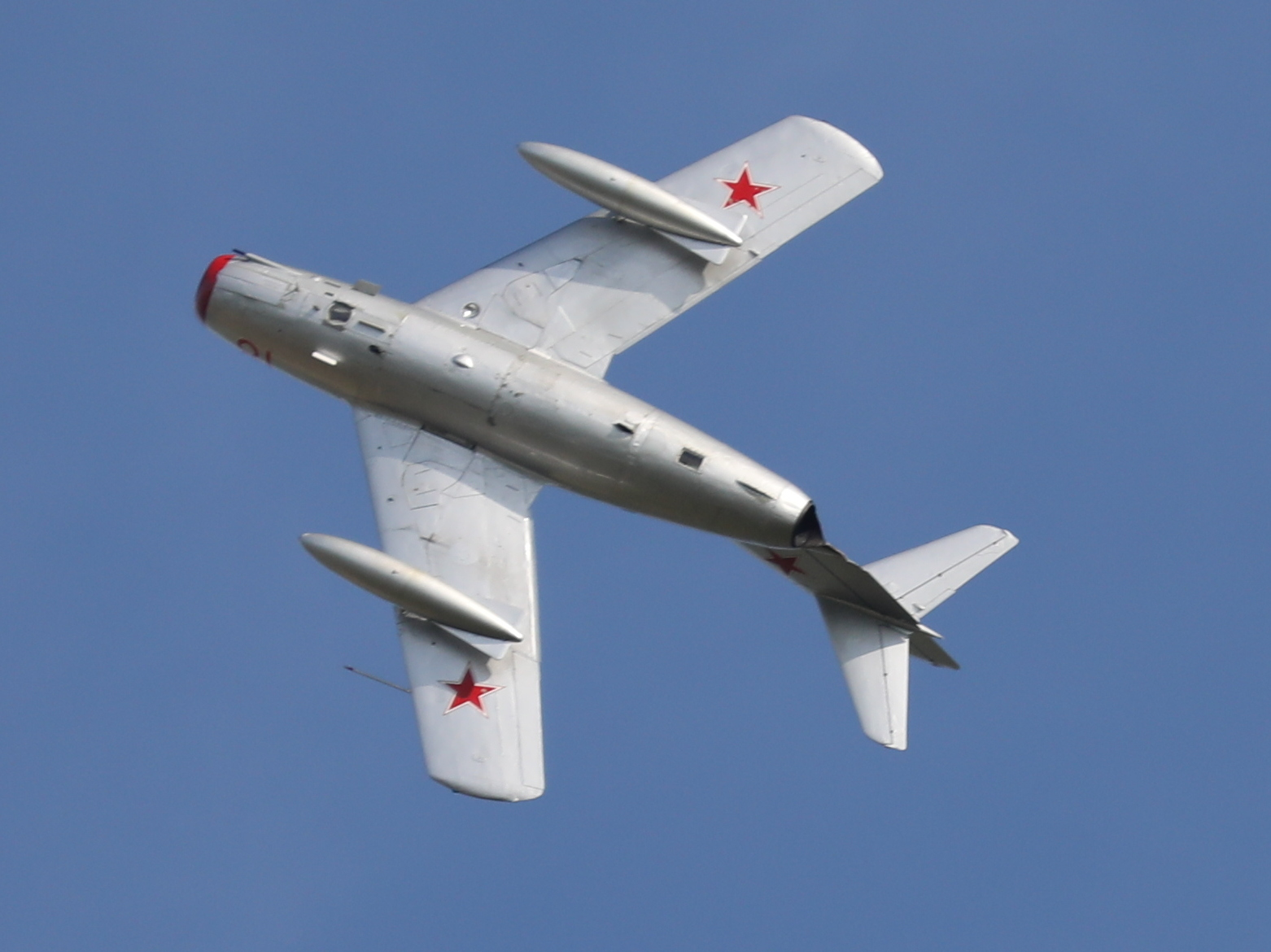
Un caccia Mikoyan-Gurevich MiG-15 in volo

Nacque il 2 novembre 1920 a Ostrolevo, Kuvšinovskij rajon, Oblast' di Tver', in una famiglia di contadini. Frequentò le scuole elementari e medie a Dyadino e poi nel 1937 entrò nella scuola tecnica di meccanizzazione agricola; contemporaneamente frequentò il locale aeroclub. Nel 1940 fu arruolato nell'Armata rossa, iniziando a frequentare la scuola di volo militare di Batajsk, conseguendo il brevetto di pilota militare. Tra l'aprile e il 15 maggio 1942, con il grado di sergente, prestò servizio nel 123. IAP, assegnato alla difesa di Leningrado, ma non effettuò alcuna missione operativa durante il tempo trascorso in questa unità. Nel maggio 1942 fu trasferito in servizio presso il 286. IAP, dotato dei caccia Polikarpov I-153, rimanendovi fino all'aprile 1943. Il 22 ottobre 1942 rivendicò l'abbattimento di un caccia Messerschmitt Bf 109 sul lago Ladoga, cui seguì un secondo, contro un Bf 109,  nell'area del lago Ladoga il 14 gennaio 1943.
Nell'aprile 1943 si trasferì al 159. GvIAP, un reggimento d'élite, sul fronte di Leningrado, volando dapprima sui Curtiss P-40 e poi sui Lavochkin La-5 fino alla fine della guerra. Promosso secondo tenente pilota e comandante di volo, il 9 giugno 1944 i sovietici lanciarono un grande attacco contro le posizioni finlandesi sull'istmo di Carelia; durante i combattimenti di quel giorno, il 159 IAP ottenne quattro vittorie sull'area, di cui egli ne rivendicò due, un Fiat G.50 e un Fokker D.XXI, mentre il sergente Vasily Mikhailovich Semenov rivendicò un G.50 e un Bf 109.
L'11 giugno 1944 era andato in volò come gregario del tenente Valentin Vedeneyev, quando incontrarono sei Fiat G.50 finlandesi sull'istmo della Carelia. Vedeneyev ne abbatté uno a sud di Lama ed egli ne rivendicò altri due a nord di Sammeriko e a sud di Rakkajärvi. Il 12 giugno rivendicò un Bf 109 sull'istmo della Carelia.
Decollando alle 06:20 del 17 giugno, il comandante del 1/HLeLv 24, luutnantti Lauri Nissinen (MT-229), guidò dieci Bf 109 per intercettare dieci bombardieri, aerei d'assalto e caccia sovietici che attaccavano da 2.000 metri le posizioni finlandesi a Kaukjärvi-Zona Perkjärvi. Un La-5 del 159. IAP sparò contro l'ala dell'aereo del luutnantti Urho Sarjamo (MT-227) sopra Perkjärvi; il relitto cadde sul Messerschmitt di Nissinen, uccidendo all'istante entrambi i piloti. Nonostante ciò, i piloti finlandesi abbatterono tre caccia e quattro cacciabombardieri Ilyushin Il-2.
Il 22 giugno rivendicò un Bf 109 sull'istmo della Carelia. Il 28 giugno attaccò un gruppo di cacciabombardieri Junkers Ju 87 su Viborg e ne abbatté 2. Il 9 luglio il 159. IAP fu coinvolto in combattimenti con caccia nemici sull'istmo della Carelia e il capitano Bubovik rivendicò un Focke-Wulf Fw 190, mentre lui e il capitano Mihalin rivendicarono un Bf 109 ciascuno.
Il 10 luglio attaccò un gruppo di bombardieri Junkers Ju 88 sull'istmo della Carelia, nell'area di Vyborg, rivendicando un Ju 88 e un Bf 109 della scorta. Il 25 luglio rivendicò un Fw 190 a ovest di Narva. Nel giugno 1944 divenne membro del PCUS e nel novembre dello stesso anno fu promosso primo tenente.
Venne decorato con la Stella d'Oro di Eroe dell'Unione Sovietica (n. 7625) e con l'Ordine di Lenin il 23 febbraio 1945, dopo aver ottenuto 25 vittorie in 322 missioni e 54 combattimenti aerei al novembre 1944. Durante la sua carriera, ricevette l'Ordine della Bandiera Rossa (10 luglio 1944, 16 dicembre 1944, 4 giugno 1954), l'Ordine della Guerra Patriottica di 1ª Classe (11 marzo 1985) e l'Ordine della Stella Rossa (15 gennaio 1943 e altre due volte). Il 6 giugno 1943 gli fu conferita anche la Medaglia per la difesa di Leningrado. Alla fine della seconda guerra mondiale aveva conseguito 25 vittorie.
Dopo la guerra rimase in servizio attivo nel VVS e nel 1950 frequentò i corsi di tattica aeronautica per ufficiali superiori, assumendo poi il comando di un reggimento da caccia della 54ª Armata. Tra il settembre 1952 e il luglio 1953 prese parte alla guerra di Corea. Durante il suo servizio nella penisola coreana, con il grado di tenente colonnello, prestò servizio come comandante dei 224. IAP, 32 IAD. Durante la sua permanenza in Corea volò in 65 missioni di combattimento e partecipò a 12 combattimenti aerei.
Alle 16:10 del 7 aprile 1953, sei Mikoyan-Gurevich MiG-15bis del 224 IAP (guidati dal tenente Anisimov) impegnarono combattimento contro quattro North American F-86 Sabre nella zona di Kizjo ad un'altitudine di 13.000 metri. Alle 16:40, durante l'avvicinamento all'aeroporto di Dapu, insieme al suo gregario, il tenente Grigorii N. Berelidze, in due attaccarono un F-86 che stava inseguendo il tenente Ugryumov ad un'altitudine di 1.000-1.500 metri. Il tenente Berelidze abbatté da una distanza di 400 metri l'F-86 del capitano Harold E. Fischer (10 vittorie, matricola A 02204126), comandante di volo del 39th Air Squadron, 51st Wing, che fu fatto prigioniero. Prima di essere abbattuto, a sua volta Fischer riuscì a colpire ed ad abbattere l'aereo di Ugryumov.
Il 10 giugno rivendicò l'abbattimento di un F-86. e il giorno 12 di un alto F-86. 
Al suo ritorno in Unione Sovietica continuò a prestare servizio nel 224. IAP. Si ritirò dal servizio attivo per motivi di salute nel 1958, con il grado di polkovnik, con un totale di 27 vittorie al suo attivo. Si stabilì con la sua famiglia a Kuvšinovo, spegnendosi il 29 dicembre 1993.

### Annotazioni
1. ↑  Si trattava di 7 Fw 190, 4 Ju 87, 2 Ju 88, 8 Bf 109, 3 Fiat G 50, e 1 D.XXI.
2. ↑  Un secondo aereo venne segnalato perduto il giorno successivo quando Floyd W. Salze (25th FIS) rimase ucciso in azione a causa di un "guasto al motore" del suo F-86F (BuNo 51-2938). È possibile che questo sia uno degli F-86 rivendicati da Yermakov il giorno prima.

### Fonti
1. 1 2 3 4 5 6 7 8 9 10 11 12 13 14 15 16 17 18 19 20 21 22 23 24 25 26 27 28  Surcity.
2. ↑  Seidl 1998, p. 308.
3. 1 2 3 4 5 6 7 8 9  Warheroes.
4. 1 2 3 4  Airaces.
5. 1 2 3 4 5  Seidl 1998, p. 223.
6. ↑  Seidl 1998, p. 273.
7. ↑  Seidl 1998, p. 286.
8. ↑  Seidl 1998, p. 279.